# Jiří Zídek (1944)
Jiří Zídek (8. února 1944 – 21. května 2022) byl československý basketbalista a trenér. Je zařazen na čestné listině zasloužilých mistrů sportu. V červnu 2001 byl v anketě České basketbalové federace vyhlášen jako Nejlepší český basketbalista 20. století. V roce 2013 byl uveden do Síně slávy České basketbalové federace. V roce 2019 byl uveden do Síně slávy Mezinárodní basketbalové federace.

## Život
Ve druhé polovině 60. let patřil mezi nejvýznamnější evropské basketbalisty a v roce 2008 jako jediný Čech nominován mezi 50 nejvýznamnějších osobností Euroligy.
Byl hráčem družstva Slavia VŠ Praha, s nímž v roce 1966 hrál ve finále soutěže FIBA – Pohár vítězů národních pohárů a v roce 1969 tento pohár vyhrál po výhře ve Vídni nad Dynamo Tbilisi (Gruzie) 80:74.
S československou basketbalovou reprezentací získal na Mistrovství Evropy stříbrnou a bronzovou medaili a byl účastníkem Olympijských her 1972 v Mnichově.
Jeho syn Jiří Zídek (* 2. 8. 1973) je rovněž úspěšný basketbalista a sportovní funkcionář. Byl prvním českým hráčem v americké NBA.

## Hráčská kariéra

### Kluby
- Slavia VŠ Praha 1962–1969, 1970–1977 – celkem 14 ligových sezon
- Dukla Olomouc 1969/70, jedna sezóna, 2. místo
- Slavia VŠT Košice 1977–79, dvě sezóny, 7. a 12. místo
- Československá basketbalová liga celkem 17 sezón a 15 medailových umístění
  - 6x mistr Československa 1965, 1966, 1969, 1971, 1972, 1974, 8x vicemistr: 1963, 1964, 1967, 1968, 1970, 1973, 1976, 1977, 1x 3. místo: 1975
  - Ve střelecké tabulce československé basketbalové ligy (od sezóny 1962/63 do 1992/93) je na prvním místě s počtem 10838 bodů.
  - 2x nejlepší basketbalista sezóny: 1969/70, 1971/72
  - 10x v nejlepší pětce sezóny "All stars": 1964/65 až 1973/74
  - Držitel střeleckého rekordu v československé 1. basketbalové lize v počtu bodů v jednom utkání, když v sezóně 1969/70 v utkání Tesla Žižkov – Dukla Olomouc (121:131) zaznamenal 68 bodů

Pohár mistrů Evropských zemí
- 1965/66: v semifinále AEK Athens (GRE) 103–73, ve finále prohra s Olimpia Miláno (ITA) 72–77, nejlepší střelec s 20 body[4]
- 1966/67: v semifinále prohra s Olimpia Miláno (ITA) 97–103, o 3. místo výhra nad Olimpija Ljubljana (SLO) 88–83
- 1969/70: v semifinále prohra s CSKA Moskva (RUS) 79–107, 75–113
- 1970/71: v semifinále prohra s CSKA Moskva (RUS) 83–68, 67–94
- 1971/72, 1972/73, 1974/75: účast ve čtvrtfinálové skupině

Pohár vítězů národních pohárů
- 1967/68: v semifinále Vorwärts Leipzig (GER) 58–57, 98–76, ve finále před 65 tisíci diváků prohra s AEK Athens (GRE) 82–89, Jiří Zídek 31 bodů[5]
- 1968/69: v semifinále Olimpija Ljubljana (SLO), 83–76, 82–61, ve finále ve Vídni výhra nad BK Dinamo Tbilisi (GRU) 80–74[6]

### Československo
Předolympijská kvalifikace
- 1968 Sofia (93 bodů/8 zápasů), 4. místo
- 1972 Holandsko (161/9, nejlepší střelec týmu), 2. místo a postup na OH

Olympijské hry 1972, Mnichov
- 1972 (114 bodů/9 zápasů, nejlepší střelec týmu), 8. místo

Mistrovství světa
- 1970 Lublaň (167 bodů/9 zápasů, nejlepší střelec týmu), 6. místo
- 1974 Portoriko (126/7, nejlepší střelec týmu), 10. místo

Mistrovství Evropy (účast celkem 6×)
- 1963 Wroclaw (11 bodů/5 zápasů), 10. místo
- 1965 Moskva (98/7), 7. místo
- 1967 Finsko (124/9, nejlepší střelec týmu), vicemistr Evropy
- 1969 Itálie (88/7), 3. místo
- 1971 Německo (143/7, nejlepší střelec týmu), 5. místo
- 1973 Španělsko (105/7, nejlepší střelec týmu), 4. místo

Za reprezentační družstvo Československa v letech 1963–1974 odehrál celkem 257 zápasů.

## Trenér
- Slavia vš Praha 1985–1990 (10., 8., 3., 6. a 5. místo),
- Sparta Praha 1992/93 a 2003/04 (2x 8. místo)